# Abdulrahman Mohamed
Abdulrahman Mohamed Abdullah (arabul: عبد الرحمن محمد عبد الله) (1963. október 1. – ) emirátusi válogatott labdarúgó.

## Pályafutása

### Klubcsapatban
1983 és 1991 között az Al-Nasr Dubaj csapatában játszott.

### A válogatottban
Az Egyesült Arab Emírségek válogatottjával. részt vett az 1988-as Ázsia-kupán, illetve az 1990-es világbajnokságon, ahol a Kolumbia, az NSZK és a Jugoszlávia  elleni csoportmérkőzéseken kezdőként lépett pályára. Utóbbi két csoportmérkőzésen Mohamed volt a válogatott csapatkapitánya.